# Louis Pinck
Louis Pinck (* 11. Juli 1873 in Lemberg, Lothringen; † 8. Dezember 1940 in Saarbrücken), auch unter den Namen Ludwig Pinck und Lois Pink bekannt, war ein katholischer Priester der Diözese Metz sowie ein Lothringer Volkskundler und Volksliedersammler.

## Leben

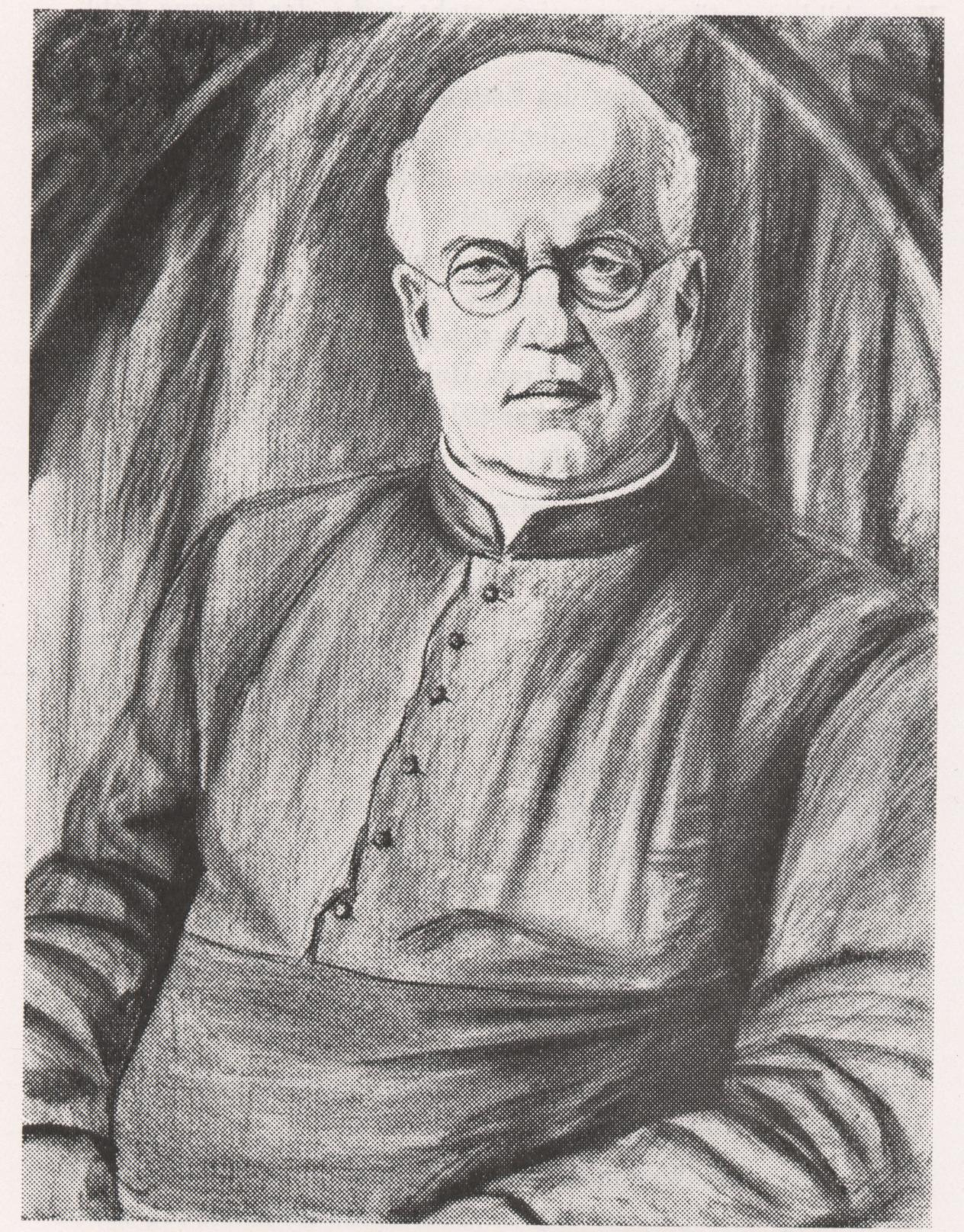
Louis Pinck (Gemälde von Henri Bacher)

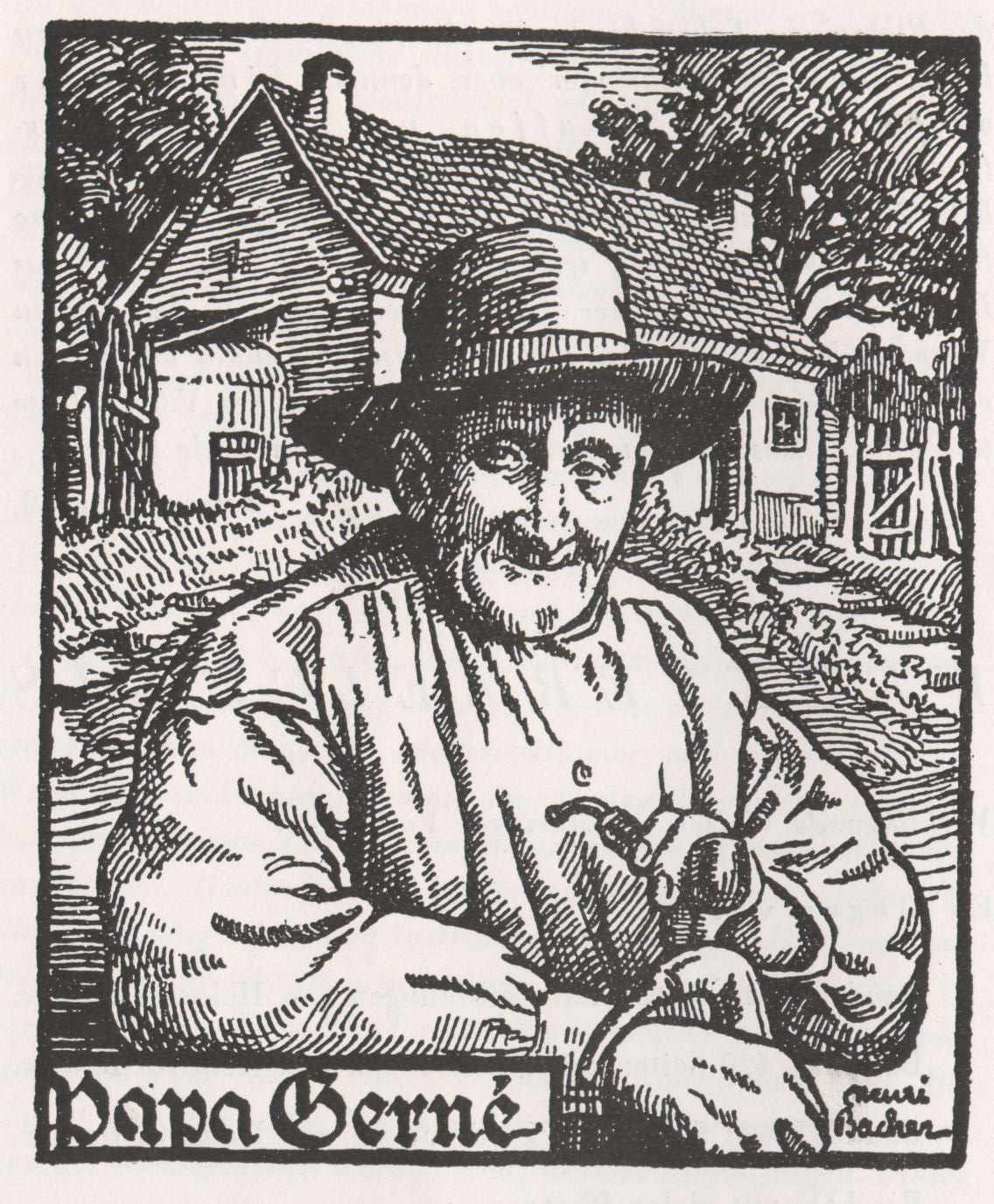
Papa Gerné, der Mann, der Louis Pinck 1914 zum Sammeln der Volkslieder animierte

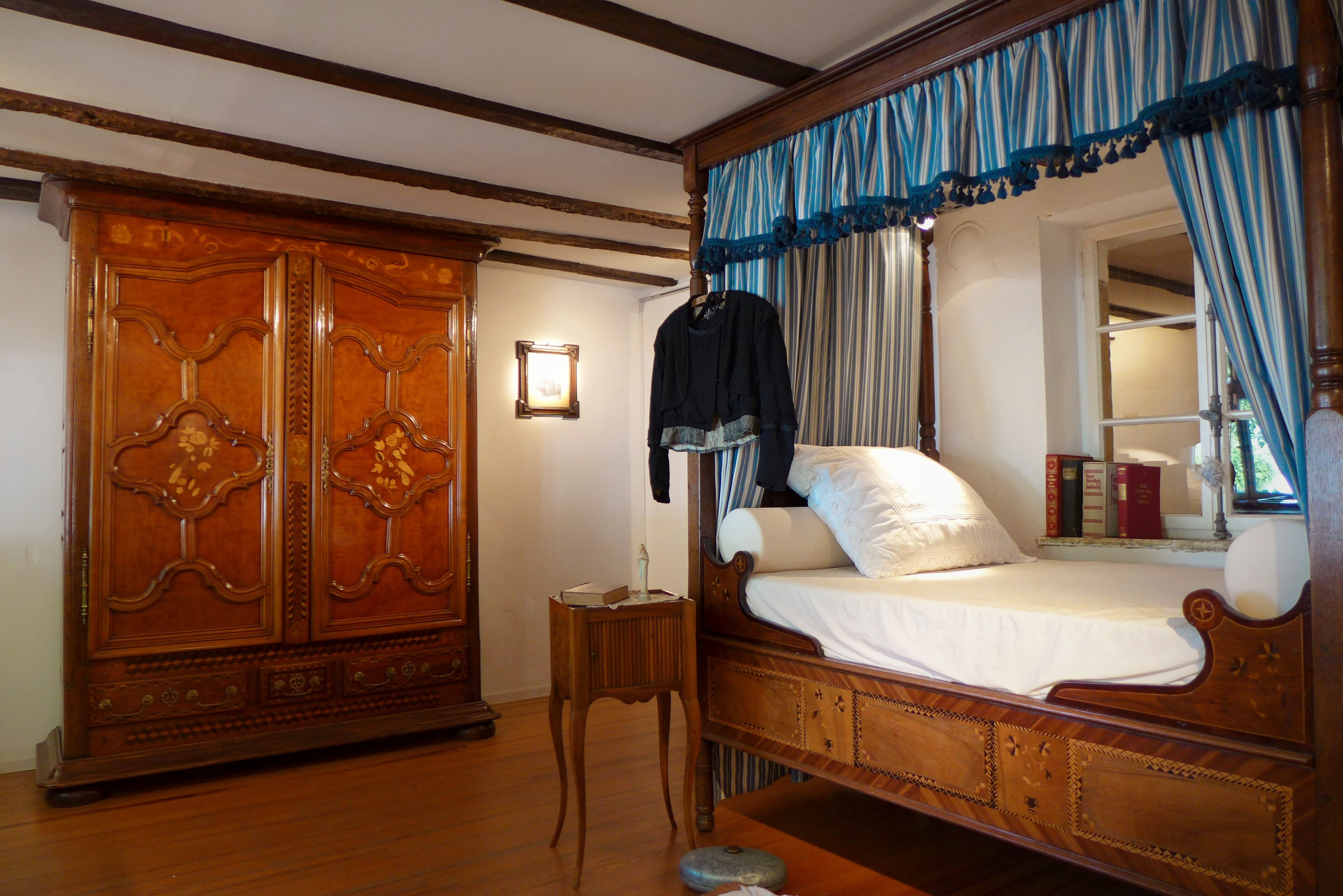
Möbel der Pinckschen Sammlung im Haus Saargau in Gisingen

Louis Pinck war das drittälteste von 13 Kindern des katholischen Postmeisters und Bürgermeisters Nicolas Pinck in Lemberg. Schon der Vater sammelte lothringische Altertümer. Einen tiefen Zugang zum christlichen Glauben gewann Louis Pinck durch seine evangelische Mutter. Eine Schwester Pincks wurde Nonne, einer der Brüder wurde ebenfalls Priester.
1901 erhielt Louis Pinck in der Metzer Kathedrale die Priesterweihe; 1903 wurde er in Metz Vikar an Saint Vincent und Prediger an der Kathedrale. Zugleich übernahm der Geistliche die beiden katholischen Blätter Lothringer Volksstimme und Metzer katholisches Volksblatt. Weil er sich darin kritisch über das preußische Königshaus und die preußische Politik in Lothringen äußerte, wurde er 1908 strafversetzt nach Hambach bei Saargemünd.
Dort begann er erstmals Volksweisen bewusst zu hören. Er stellte fest, dass Sängerinnen und Sänger der älteren Generation über einen erstaunlichen Schatz an Liedern verfügten, die sie alle auswendig beherrschten. Eigentlicher Auslöser des Interesses war ein Freitag im Herbst 1914, als Pinck einen alten Mann in seiner Hambacher Kirche beobachtete, wie er die vierzehn Kreuzwegstationen betete und dabei ein lothringisches Passionslied sang. Jener alte Mann war Jean Pierre Gerné (1831–1923), genannt Papa Gerné, aus Gebenhausen, der Pfarrer Pinck hunderte Lieder der lothringischen Heimat vorsingen konnte. Daraufhin fing der Priester an, die uralten Volksgesänge regelrecht zu sammeln. Er zeichnete sie auf und veröffentlichte sie schließlich in seiner großen, mehrbändigen Liedsammlung Verklingende Weisen. Schon während seiner Sammeltätigkeit, die ihn bald bekannt machte, regten die von seiner Arbeit beeindruckten Professoren der Universität Straßburg an, Pinck sollte als Musikwissenschaftler promovieren, wofür ihm aber sein Bischof aus Sorge um Pincks Tätigkeit als Seelsorger die Genehmigung versagte. Pinck besuchte mehr als 150 Dörfer, zunächst zu Fuß, mit dem Fahrrad oder Pferdefuhrwerk, später auch mit einem Auto.
Da Pinck selbst keine Noten nach dem Gehör schreiben konnte, bediente er sich der Hilfe zahlreicher Musiker, später auch eines Phonographen. Die deutsche Forschungsgemeinschaft wandte außerordentliche Mittel zur Beschaffung wichtiger Volksliedsammlungen auf. So konnten um 1938/39 „[a]us einer Hamburger Stiftung […] aus dem Besitz von Dr. Louis Pinck 200 Phonographenwalzen mit Aufnahmen lothringischer Volkslieder erworben werden“.
Anlässlich des Goethejahres veröffentlichte Pinck 1932 Volkslieder aus Elsass und Lothringen, die Johann Wolfgang von Goethe auf Anregung Johann Gottfried Herders gesammelt hatte. 1929 wurde ihm für sein Werk der Titel eines Dr. phil h. c. der Goethe-Universität in Frankfurt am Main und 1936 der Joseph-von-Görres-Preis in Bonn verliehen. Ein Exemplar des ersten Bandes schickte Pinck 1926 zum exilierten Kaiser Wilhelm II. nach Doorn, worauf er eine persönliche Antwort des Monarchen erhielt, der seine Freude darüber bekundete, dass offenbar falsche Entscheidungen (nämlich die Strafversetzung) trotzdem zu richtigen Ergebnissen führen könnten.
Am 13. Februar 1936 wurde Pinck in der Hauptversammlung des Deutschen Volksgesangvereines in Wien zum Ehrenmitglied gewählt. Im Oktober 1936 wurde in Saargemünd der  Verein für lothringische Volkskunde gegründet, dessen Generalsekretär Louis Pinck war:

„Der Verein strebt ‚das methodische Erforschen und das liebevolle Bergen der Lebensart unseres lothringischen Volkes‘ an; er will die Kenntnis verbreiten, wie das Volk arbeitet und lebt, wie es betet, singt und sich vergnügt, wie es wohnt und sich kleidet und wie es glaubt, denkt und spricht. ‚Dies alles‘, heißt es in dem Aufrufe, ‚wollen wir in kindlich-dankbarer Liebe zu diesem Volke, von dem wir kommen und zu dem wir gehören, als wertvollen Schatz für alle kommenden Zeiten suchen, heben und bergen.‘“

Mindestens ein Rundfunkauftritt von Louis Pinck ist nachweisbar: am 11. Februar 1938 im Reichssender Frankfurt in der Sendung Lothringer Volkslieder, mit verbindenden Worten vom Herausgeber der Lieder Dr. Louis Pinck.
Auch in Rom sah man Pincks Arbeiten als sehr wertvoll an. Nach Publikation des 2. Bandes der Volksliedersammlung übersandte Kardinal Andreas Frühwirth OP, als Kanzler der Hl. Römischen Kirche, mit Datum vom 8. Oktober 1929, im Auftrag des Papstes ein diesbezügliches Anerkennungsschreiben.
Pinck musste wegen Ausbruchs des Zweiten Weltkriegs seine grenznahe Pfarrei 
Hambach verlassen und wurde von den französischen Behörden nach Süd-Frankreich evakuiert. Von dort kam er im Herbst 1940 krank zurück und starb schon im Dezember des Jahres im Saarbrücker Bürgerhospital (jetzt Stadtarchiv).
Der Geistliche war zudem ein leidenschaftlicher Sammler von historisch-volkskundlichen Gegenständen, die er aus den Dörfern seiner Heimatregion zusammentrug. Die umfangreiche Kollektion lothringischer Antiquitäten kam nach seinem Tod in den Besitz des Saarlandmuseums in Saarbrücken. Der Priester hatte sich damit ursprünglich in seinem Hambacher Pfarrhaus eine Museumsstube, sein „Lothringer Zimmer“ eingerichtet. Seit 1998 schmücken die Kostbarkeiten ein rekonstruiertes Lothringer Bauernhaus, das Heimat- und Bauernmuseum Haus Saargau in Gisingen (Landkreis Saarlouis).

## Werk und Nachwirkung

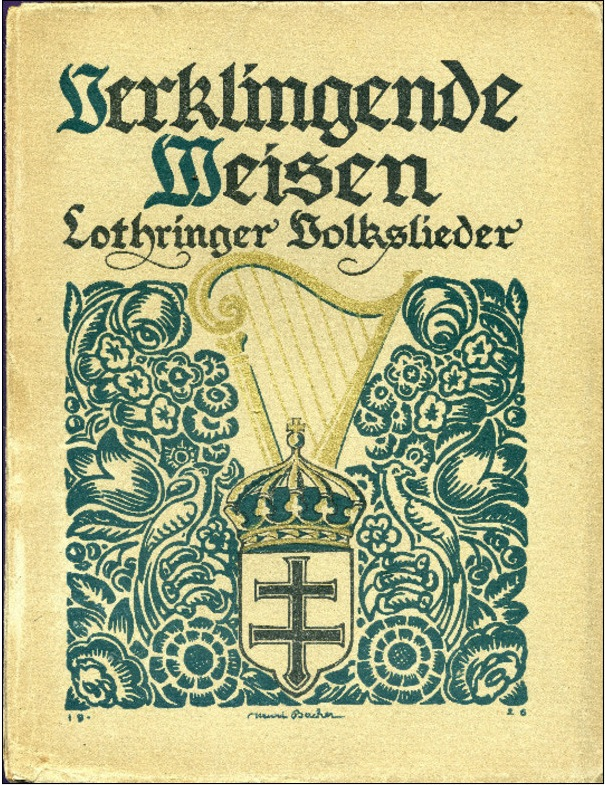
Verklingende Weisen. Lothringer Volkslieder, Band 1, Metz 1926, Einbandillustration mit Lothringerkreuz

### Die Lieder aus Pincks Sammlung
Pincks Lebenswerk sind die fünf Bände Verklingende Weisen; 4 Bde. 1926–1940; Bd. 5 wurde 1963 postum von seiner Schwester Angelika Merkelbach-Pinck und dem Saarbrücker Musikwissenschaftler Joseph Müller-Blattau herausgegeben.
Das wesentliche Kriterium für eine Aufnahme in die Sammlung war, dass das Lied vor 1870 entstanden sein sollte. Pinck nennt in den Vor- und Nachworten penibel die Namen seiner Gewährsleute, meist einfacher Bauern und Bäuerinnen, die in der Regel Lothringer Mundart sprachen.
Pinck hatte sich stets kritisch gegenüber deutschen Hegemonieansprüchen verhalten. Den Missbrauch, der in den 1920er und 1930er Jahren von deutschnationaler und nationalsozialistischer Seite mit seinem Werk betrieben wurde, hat er stets bedauert und verachtet (vgl. das Nachwort zu Bd. 5).
Zahlreiche Komponisten haben Lieder aus Pincks Sammlung bearbeitet, z. T. für chorische Besetzung, z. T. für Solostimme und Begleitinstrument.
Die Bücher Pincks wurden durch zahlreiche Bilder (meist Holzschnitte) des lothringischen Künstlers Henri Bacher (1890–1934) geschmückt.
Der Saar-Sängerbund (jetzt Saarländischer Chorverband) und der Saarländische Rundfunk schreiben seit 1998 einen Kompositionswettbewerb für Chormusik aus, um die Volksliedschätze Louis Pincks sowie weitere historische Volkslieder aus dem deutsch-französischen Sprachraum wieder ins Bewusstsein zu bringen und zugleich neue Impulse für die reiche Chorlandschaft dieser Region zu geben. Die prämierten Werke werden in der Louis-Pinck-Edition ediert.
Eines der bekanntesten von Louis Pinck gesammelten Lieder ist der deutsche Mariengesang Die Schönste von allen. Er wurde in die meisten Diözesanteile des derzeitigen katholischen Gesangbuchs Gotteslob aufgenommen. Teilweise ist dabei ausdrücklich vermerkt, dass es sich um ein Lied aus Louis Pincks Sammlung Verklingende Weisen handelt; so z. B. im Regionalteil des Bistums Speyer und des Bistums Hildesheim.

### Pincks Bedeutung für Lothringen und das Volkslied
- 1988 erstmalige Verleihung des „Louis-Pinck-Preises“ der Alfred Toepfer Stiftung F.V.S. (bis 1992, danach wurde der Preis eingestellt)
- 1992 Gründung der „Association des Amis de Louis Pinck“ in Hambach
- seit 1998 „Louis Pinck-Kompositionswettbewerb für Chormusik“ des Saar-Sängerbundes
- 1999 Ausstellung „Henri Bacher und Louis Pinck – Sammler lothringischer Volkslieder Anfang dieses Jahrhunderts“ im Saarlandmuseum in Saarbrücken

„Mit Pinck ist eine der bedeutendsten Gestalten der heutigen Volksliedsammler dahingegangen. Sein eigenwüchsiges, durchaus persönlich erarbeitetes und gestaltetes Werk wird sein Andenken lebendig erhalten wie das weniger anderer.“

## Werke

### Von Pinck
- Bilder aus der Metzer Armenpflege vor der französischen Revolution. In: Charitas. Zeitschrift für die Werke der Nächstenliebe im katholischen Deutschland. Band 1, 1907.[10]

- Verklingende Weisen. Lothringer Volkslieder, hrsg. von Louis Pinck,
  - Bd. 1, Lothringer Verlags- und Hilfsverein Metz 1926 (ND Bärenreiter-Verlag Kassel 1962);
  - Bd. 2, (= Schriften der Elsässisch-Lothringisch Wissenschaftlichen Gesellschaft zu Straßburg), Lothringer Verlags- und Hilfsverein Metz 1928 (ND Bärenreiter-Verlag Kassel 1963);
  - Bd. 3, Lothringer Verlags- und Hilfsverein Metz 1933 (ND Bärenreiter-Verlag Kassel 1963);
  - Bd. 4, Lothringer Verlags- und Hilfsverein Metz 1939 (ND Bärenreiter-Verlag Kassel 1962);
  - Bd. 5, hrsg. von Angelika Merkelbach-Pinck und Joseph Müller-Blattau, Bd. 5, Bärenreiter-Verlag Kassel 1962.

- Volkslieder von Goethe im Elsaß gesammelt mit Melodien und Varianten aus Lothringen. Lothringer Verlags- und Hilfsverein, Metz 1932.[3]
- Lothringer Volkslieder mit Bildern und Weisen. Aus den „Verklingenden Weisen“ herausgegeben von Dr. h. c. Louis Pinck. Bärenreiter-Verlag Kassel 1937 (Landschaftliche Volkslieder mit Bildern und Weisen herausgegeben im Auftrage des Verbandes deutscher Vereine für Volkskunde Heft 31), 90 S., Vorwort von Joseph Müller-Blattau.

### Vertonungen
- Fritz Neumeyer: Deutsche Volkslieder aus Lothringen, gesammelt von Dr. h. c. Louis Pinck, 2. Heft, Geistliche Lieder (= Bärenreiter-Ausgabe 1082), Kassel o. J.;
- ders.: Deutsche Volkslieder aus Lothringen, gesammelt von Dr. h. c. Louis Pinck, 3. Heft, Lieder für gemischten Chor (= Bärenreiter-Ausgabe 1620), Kassel o. J.;
- ders.: Deutsche Volkslieder aus Lothringen, gesammelt von Dr. h. c. Louis Pinck, 4. Heft: Lieder für Frauenchor (= Bärenreiter-Ausgabe 1670), Kassel o. J.;
- Hans-Klaus Heinz: Lieder aus den „Verklingenden Weisen“, gesammelt von Louis Pinck, 1. Zyklus Nr. 1-6, op. 73, Saarbrücken 1998 (hrsg. von Thomas Bergholz).

### Einspielungen
- Klaus Fischbach: Verklingende Weisen. Lothringische Volkslieder aus der Sammlung Louis Pinck. Trierer Domchor. Madrigalchor Klaus Fischbach. Mit Instrumentalsolisten des Saarländischen Rundfunks und des Staatstheaters Saarbrücken, Elisabeth Hoffmann, Petra Köster, Thomas Reichert (Gesang), Klaus-Ewald Fischbach (Klavier), Doppel-CD 1999.

### Bearbeitungen
- Louis-Pinck-Edition (herausgegeben vom Saarländischen Chorverband): (V)erklingende Weisen – Volksliedbearbeitungen aus dem deutsch-französischen Sprachraum[11]
- Eckhardt, K., Eckhardt, H.: Hör an mein Stimm – Wiederentdeckte Volkslieder. BoD Norderstedt, 2014, ISBN 978-3-7347-3193-8